# Victor Ruffy
Victor Ruffy (ur. 18 stycznia 1823, zm. 29 grudnia 1869) – szwajcarski polityk, członek Rady Związkowej od 6 grudnia 1867 do śmierci. Kierował następującymi departamentami:
- Departament Finansów (1868)
- Departament Obrony (1869)[2]

Przewodniczył Radzie Narodowej (1863–1864).
Był członkiem Radykalno-Demokratycznej Partii Szwajcarii.
Jego syn, Eugène Ruffy, był prezydentem Konfederacji na rok 1898.